# Анно II
Анно II от Кьолн / Анно фон Щойслинген (на немски: Anno II von Köln, Hanno von Köln, Hanno II; Anno von Steusslingen; * ок. 1010, Алтщойслинген при Ехинген; † 4 декември 1075, Кьолн) е архиепископ на Кьолн от 1056 до 1075 г. също от 1063 до 1065 г. регент на Свещената Римска империя. Той е светец на католическата църква.

## Живот
Произлиза от рицарския род Щойслинген в Швабия. Той е син на Валтер фон Щойслинген († 6 септември) и съпругата му Енгела († сл. 5 февруари 1064). Брат е на Вернер фон Щойслинген († 1078), архиепископ на Магдебург, и на Аделберо фон Щойслинген († сл. 1056), баща на Вернер († 1151), от 1132 г. епископ на Мюнстер.
Анно фон Щойслинген учи в катедралното училище в Бамберг, където преподава от 1046 г. Хайнрих III го назначава за каплан в императорския двор и през 1054 г. го издига на домпропст на Гослар и през 1056 г. на архиепископ на Кьолн като последник на архиепископ Херман II.
След смъртта на Хайнрих III в края на 1056 г. той е начело на група против Агнес Поатиенска. Анно планува отвличането на малкия император Хайнрих IV през април 1062 г. Анно II става от 1063 до 1065 г. регент на Свещената Римска империя.
Анно II умира на 4 декември 1075 г. в Кьолн и след седем дена е погребан в манастир Зигбург при Бон. На 29 април 1183 г. Анно II е признат за Светия на католическата църква. Чества се на 4 декември, в Германия на 5 декември.